# UEFA Europees Kampioenschap Team van het Toernooi
Het UEFA Europees Kampioenschap Team van het Toernooi is een selectie van de beste spelers van een EK, verkozen door de UEFA zelf. Een commissie van negen experts (UEFA Technical Team) beoordeelt alle spelers op het toernooi. Aanvankelijk koos men een elftal, in de loop der jaren is dit aantal echter uitgegroeid tot een volledige selectie van 23 man. De officiële website van de UEFA stelt een opstelling van 11 spelers samen uit de selecties, deze zijn dikgedrukt weergegeven. Omtrent de exacte indeling van de selectie zijn geen harde eisen gesteld. De positie van de spelers is gebaseerd op de rol die ze gedurende het toernooi vervulden.

## Frankrijk 1960
- 1.  Lev Jasjin
- 2.  Vladimir Durković
- 3.  Ladislav Novák
- 4.  Igor Netto
- 5.  Josef Masopust
- 6.  Valentin Ivanov
- 7.  Slava Metreveli
- 8.  Milan Galić
- 9.  Viktor Ponedelnik
- 10.  Dragoslav Šekularac
- 11.  Bora Kostić

## Spanje 1964
- 1.  Lev Jasjin
- 2.  Feliciano Rivilla
- 3.  Dezső Novák
- 4.  Ignacio Zoco
- 5.  Ferran Olivella
- 6.  Amancio Amaro
- 7.  Ferenc Bene
- 8.  Valentin Ivanov
- 9.  Jesús Pereda
- 10.  Luis Suárez
- 11.  Flórián Albert

## Italië 1968
- 1.  Dino Zoff
- 2.  Mirsad Fazlagić
- 3.  Giacinto Facchetti
- 4.  Ivan Osim
- 5.  Albert Sjesternjov
- 6.  Bobby Moore
- 7.  Angelo Domenghini
- 8.  Geoff Hurst
- 9.  Luigi Riva
- 10.  Sandro Mazzola
- 11.  Dragan Džajić

## België 1972
- 1.  Jevgeni Roedakov
- 2.  Revaz Dzodzoeasjvli
- 3.  Paul Breitner
- 4.  Herbert Wimmer
- 5.  Moertaz Choertsilava
- 6.  Franz Beckenbauer
- 7.  Jupp Heynckes
- 8.  Uli Hoeneß
- 9.  Gerd Müller
- 10.  Gunter Netzer
- 11.  Raoul Lambert

## Joegoslavië 1976
- 1.  Ivo Viktor
- 2.  Ján Pivarník
- 3.  Ruud Krol
- 4.  Jaroslav Pollak
- 5.  Anton Ondruš
- 6.  Franz Beckenbauer
- 7.  Rainer Bonhof
- 8.  Zdeněk Nehoda
- 9.  Dieter Müller
- 10.  Antonín Panenka
- 11.  Dragan Džajić

## Italië 1980
- 1.  Dino Zoff
- 2.  Claudio Gentile
- 3.  Karlheinz Förster
- 4.  Gaetano Scirea
- 5.  Hans-Peter Briegel
- 6.  Jan Ceulemans
- 7.  Marco Tardelli
- 8.  Bernd Schuster
- 9.  Hansi Müller
- 10.  Karl-Heinz Rummenigge
- 11.  Horst Hrubesch

## Frankrijk 1984
- 1.  Harald Schumacher
- 2.  João Domingos Pinto
- 3.  Karlheinz Förster
- 4.  Morten Olsen
- 5.  Andreas Brehme
- 6.  Fernando Chalana
- 7.  Jean Tigana
- 8.  Michel Platini
- 9.  Frank Arnesen
- 10.  Rudi Völler
- 11.  Alain Giresse

## West-Duitsland 1988
- 1.  Hans van Breukelen
- 2.  Giuseppe Bergomi
- 3.  Frank Rijkaard
- 4.  Ronald Koeman
- 5.  Paolo Maldini
- 6.  Ruud Gullit
- 7.  Jan Wouters
- 8.  Giuseppe Giannini
- 9.  Lothar Matthäus
- 10.  Gianluca Vialli
- 11.  Marco van Basten

## Zweden 1992
- 1.  Peter Schmeichel
- 2.  Jocelyn Angloma
- 3.  Jürgen Kohler
- 4.  Laurent Blanc
- 5.  Andreas Brehme
- 6.  Ruud Gullit
- 7.  Stefan Effenberg
- 8.  Thomas Häßler
- 9.  Brian Laudrup
- 10.  Dennis Bergkamp
- 11.  Marco van Basten

## Engeland 1996
Keepers
- 1.  David Seaman
- 2.  Andreas Köpke

Verdedigers
- 3.  Radoslav Látal
- 4.  Laurent Blanc
- 5.  Marcel Desailly
- 6.  Matthias Sammer
- 7.  Paolo Maldini

Middenvelders
- 8.  Didier Deschamps
- 9.  Steve McManaman
- 10.  Paul Gascoigne
- 11.  Rui Costa
- 12.  Karel Poborský
- 13.  Dieter Eilts

Aanvallers
- 14.  Alan Shearer
- 15.  Christo Stoitsjkov
- 16.  Davor Šuker
- 17.  Youri Djorkaeff
- 18.  Pavel Kuka

## België & Nederland 2000
Keepers
- 1.  Francesco Toldo
- 2.  Fabien Barthez

Verdedigers
- 3.  Laurent Blanc
- 4.  Marcel Desailly
- 5.  Alessandro Nesta
- 6.  Fabio Cannavaro
- 7.  Frank de Boer
- 8.  Paolo Maldini
- 9.  Lilian Thuram

Middenvelders
- 10.  Patrick Vieira
- 11.  Zinédine Zidane
- 12.  Luís Figo
- 13.  Josep Guardiola
- 14.  Edgar Davids
- 15.  Demetrio Albertini
- 16.  Rui Costa

Aanvallers
- 17.  Thierry Henry
- 18.  Patrick Kluivert
- 19.  Nuno Gomes
- 20.  Raúl González
- 21.  Francesco Totti
- 22.  Savo Milošević

## Portugal 2004
Keepers
- 1.  Petr Čech
- 2.  Antonis Nikopolidis

Verdedigers
- 3.  Sol Campbell
- 4.  Ashley Cole
- 5.  Traianos Dellas
- 6.  Olof Mellberg
- 7.  Ricardo Carvalho
- 8.  Giourkas Seitaridis
- 9.  Gianluca Zambrotta

Middenvelders
- 10.  Michael Ballack
- 11.  Luís Figo
- 12.  Frank Lampard
- 13.  Maniche
- 14.  Pavel Nedvěd
- 15.  Theodoros Zagorakis
- 16.  Zinédine Zidane

Aanvallers
- 17.  Milan Baroš
- 18.  Angelos Charisteas
- 19.  Henrik Larsson
- 20.  Cristiano Ronaldo
- 21.  Wayne Rooney
- 22.  Jon Dahl Tomasson
- 23.  Ruud van Nistelrooij

## Oostenrijk & Zwitserland 2008
Keepers
- 1.  Gianluigi Buffon
- 2.  Iker Casillas
- 3.  Edwin van der Sar

Verdedigers
- 4.  José Bosingwa
- 5.  Philipp Lahm
- 6.  Carlos Marchena
- 7.  Pepe
- 8.  Carles Puyol
- 9.  Joeri Zjirkov

Middenvelders
- 10.  Hamit Altıntop
- 11.  Luka Modrić
- 12.  Marcos Senna
- 13.  Xavi
- 14.  Konstantin Zyrjanov
- 15.  Michael Ballack
- 16.  Cesc Fàbregas
- 17.  Andrés Iniesta
- 18.  Lukas Podolski
- 19.  Wesley Sneijder

Aanvallers
- 20.  Andrej Arsjavin
- 21.  Roman Pavljoetsjenko
- 22.  Fernando Torres
- 23.  David Villa

## Polen & Oekraïne 2012
Keepers
- 1.  Gianluigi Buffon
- 2.  Iker Casillas
- 3.  Manuel Neuer

Verdedigers
- 4.  Gerard Piqué
- 5.  Sergio Ramos
- 6.  Jordi Alba
- 7.  Fábio Coentrão
- 8.  Pepe
- 9.  Philipp Lahm

Middenvelders
- 10.  Daniele De Rossi
- 11.  Andrea Pirlo
- 12.  Steven Gerrard
- 13.  Mesut Özil
- 14.  Sami Khedira
- 15.  Xavi
- 16.  Andrés Iniesta
- 17.  Sergio Busquets
- 18.  Xabi Alonso

Aanvallers
- 19.  Mario Balotelli
- 20.  Cristiano Ronaldo
- 21.  Zlatan Ibrahimović
- 22.  David Silva
- 23.  Cesc Fàbregas

## Frankrijk 2016[1]
- 1.  Rui Patrício
- 2.  Joshua Kimmich
- 3.  Jérôme Boateng
- 4.  Pepe
- 5.  Raphaël Guerreiro
- 6.  Toni Kroos
- 7.  Joe Allen
- 8.  Antoine Griezmann
- 9.  Aaron Ramsey
- 10.  Dimitri Payet
- 11.  Cristiano Ronaldo

## Europa 2020[2]
- 1.  Gianluigi Donnarumma
- 2.  Kyle Walker
- 3.  Leonardo Bonucci
- 4.  Harry Maguire
- 5.  Leonardo Spinazzola
- 6.  Jorginho
- 7.  Pierre-Emile Højbjerg
- 8.  Pedri
- 9.  Federico Chiesa
- 10.  Romelu Lukaku
- 11.  Raheem Sterling

## Duitsland 2024[3]
- 1.  Mike Maignan
- 2.  Kyle Walker
- 3.  William Saliba
- 4.  Manuel Akanji
- 5.  Marc Cucurella
- 6.  Rodri
- 7.  Dani Olmo
- 8.  Fabián Ruiz
- 9.  Lamine Yamal
- 10.  Jamal Musiala
- 11.  Nico Williams